# 경유

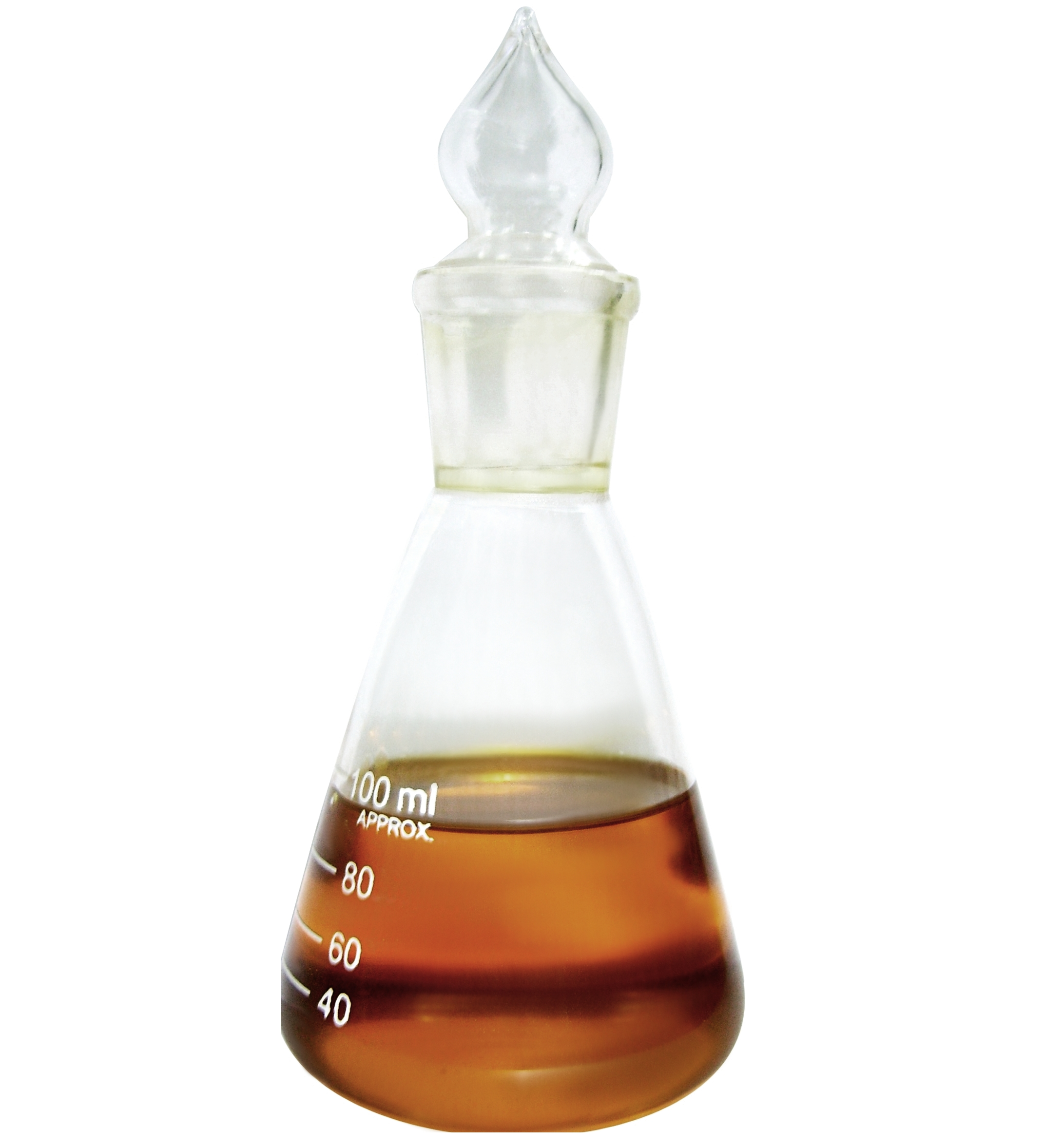
플라스크에 담긴 바이오경유

경유(輕油, Diesel)란 원유나 콜타르를 증류하여 얻은 기름이다. 미국에서는 중유 품질기준 6단계 중 No.1~No.3에 해당되는 증류 경유를 가리키기도 한다.

## 용어
gas oil이라고도 한다. 경유(輕油)라는 표현은 중유에 비해 상대적으로 밀도가 낮기 때문에 붙여진 이름이다. 물론 휘발유, 등유에 비해서는 비중이 크다.

## 특성
경유는 탄화수소를 주성분으로 한 투명한 액체이며, 약간의 점성도 있다. 색은 무색에서 연한 노란색 및 연한 갈색을 띠고 있다. 보통 방향족 탄화수소로 된 첨가제를 넣을 경우에 약간의 색을 띠는 경우가 많다.
끓는 점의 범위는 250~350 °C이다. 밀도는 820~845 kg/m3, 비중은 0.82~0.87, 인화점은 50 °C 이상, 발화점은 210 °C 정도이다. 탄화수소 분자당 탄소수는 보통 10~15개 사이이다.
경유는 석유계의 경유와 타르계의 경유로 나뉜다. 석유계 경유는 원유를 증류할 때 등유에 이어 유출되는 성분이고, 타르계는 석탄건류가스에서 분리되는 조경유와 타르 증류 때 얻어지는 타르 경유를 말한다. 보통 경유라고 하면 석유계 경유를 말한다.
경유는 휘발성이 낮아서 불이 쉽게 붙지 않기 때문에 폭발의 위험이 적다.

## 용도
주로 디젤엔진의 연료로 사용된다. 그 밖에 석유버너의 연료로 쓰이기도 하고 기계세척에 쓰이기도 한다. 단순한 연료나 원료로 쓰일 때는 간단히 정제해서 사용해도 무방하지만 디젤 기관의 연료로 쓸 때는 미세한 먼지도 포함하지 않고 적당한 점도를 갖는, 세탄가가 높고 유황분이 적은 것이 양호하다. 또한 착화성이 좋을 것, 적당한 점도를 가질 것, 수분이나 불순물이 없을 것. 유황분이 적을 것 등의 조건을 갖는다.

## 독성
경유는 가솔린과 달리, 미세먼지를 많이 발생 시키는데, 경유에 함유된 유황분이 공기 중으로 황산화물질을 배출시키는 문제점이 있다.
주로 발생하는 것으로 질소 산화물, 이산화 황이 있으므로, 디젤 엔진의 배기가스 중 질소 산화물(NOx), PM(입자상 물질)을 물리적으로 불완전 연소된 디젤에서 생기는 탄화수소 찌꺼기 등의 유해물질을 세라믹 허니컴 필터로 포집한 후에, 550 °C 정도의 높은 온도로 다시 태워 높은 온도로 태우는 디젤 분진 필터장치(Diesel Particulate Filter)와 우레아(암모니아 수용액)를 분사하여 화학적 반응으로 질소 산화물(NOx)을 중화시키는 선택적 환원 촉매장치(Selective Catalytic Reduction)를 의무화하는 추세다.
선택적 촉매 환원(Selective Catalytic Reduction) 장치에 사용되는 요소수(우레아 수용액)는 질소산화물은 물론 가솔린 엔진에서 다량 발생하는 일산화탄소까지 저감시키는 효과가 있지만, 특히 디젤엔진에 있어 질소산화물을 줄이는 효과가 좋고 연비 개선의 효과를 얻을 수 있기에 현재 국내 업체인 KG모빌리티의 RV 모델(뷰티풀 코란도)을 비롯한, 현대자동차와 기아의 승용(RV) 및 상용 차량, 르노코리아의 SUV 모델인 QM6 등에 널리 사용되고 있다. 다만 DPF 차량과 달리 운전자에게는 요소수를 넣어야 하는 금전적 비용이 발생한다. 실제로 요소수 소모량은 매우 적은편이라 판매량도 적은 이유로 유통 기한이 지난 요소수가 판매되기도 한다. 독일 폭스바겐의 경우, 지난 2015년에 전 세계적으로 1천100만 대의 디젤 차량 매연 저감 촉매 장치에 불법 소프트웨어를 장착한 폭스바겐 배기가스 조작 사건 등 문제가 거론되어, 각국에서 리콜 등을 실시한 바 있다.

## 같이 보기
- 휘발유
- 바이오디젤